# ミゲル・トーレス (ワイナリー)
ミゲル・トーレス(スペイン語: Miguel Torres S.A.)は、スペイン・カタルーニャ州に拠点をおくスティルワイン生産者（ワイナリー）。ボデガス・トーレス（スペイン語: Bodegas Torres, 「ワイナリー・トーレス」）として知られる。個人所有としては世界最大の生産量を持つワイナリーである。日本への輸入元はサントリーだったが、三国ワインを経て現在はエノテカである。

## 特徴
スペイン・カタルーニャ州にはフレシネ社やコドルニウ（コドルニュ）社といった世界最大規模のスパークリングワイン生産企業があり、これらの企業はシャンパン同様の瓶内二次発酵方式によるカバを生産している。ミゲル・トーレス社はカタルーニャ州最大のスティルワイン生産企業であり、2006年時点で年間約3,200万本を生産しており、うち約30%を自社畑で栽培したブドウでまかなっている。
ミゲル・トーレス社はジャウマ・トーレスによって設立された家族経営のワイナリーである。カタルーニャ州タラゴナ県ビラフランカ・ダル・ペネデスから4kmの距離にあるパクスに本社を置いている。スペイン最大のワイナリー、スペイン最大の原産地呼称ワイン生産者であり、スペインの原産地呼称であるデノミナシオン・デ・オリヘン(DO)に認定されているペネデス地域にもっとも広大なブドウ畑を持つワイン生産者である。標高600m以上のブドウ畑で多種類の国際品種を栽培しており、スペインの土着種ではなく国際品種から大部分のワインを生産し、さらに大部分はセパージュワイン（ヴァラエタル、単一品種醸造）である。

## 歴史

ミゲル・トーレス社の拠点であるペネデス地域

トーレス家は17世紀からペネデス地域でブドウを栽培していた。スペインのカタルーニャ地方に生まれたジャウマ・トーレスは、16歳だった1855年にスペイン領キューバに渡ると、石油産業と海運業で成功をおさめ、裕福になってスペイン本国に帰国した。ジャウマは弟と一緒に家業であるワイン産業の道に入り、1870年にタラゴナ県ビラフランカ・ダル・ペネデスに家族経営のワイナリー、ミゲル・トーレス社を設立した。当時のペネデス地域は甘口の酒精強化ワインの産地だったが、ミゲル・トーレス社は初めから辛口のテーブルワインの生産に取り組んでいる。トーレス家はキューバからの石油輸送船団を所有しており、生産したワインは主にキューバに輸出された。1873年にはウィーン、1876年にはフィラデルフィア、1888年にはバルセロナで開催された国際コンクールで高い評価を得た。ヨーロッパの他産地に害虫フィロキセラが流行していた時期だったため（19世紀フランスのフィロキセラ禍）、その代替産地として南米への輸出量を急速に増やした。
1904年にはスペイン国王アルフォンソ13世がミゲル・トーレス社を訪れ、50万リットルのオーク樽の中で昼食を召した。1872年には、同じペネデス地域に拠点を置くコドルニウ家のホセ・ラベントスが瓶内二次発酵方式によるスパークリングワインの生産に成功しており、本格的にスパークリングワインの生産を開始してコドルニウ社を設立した。1890年代から1910年代にかけて、カタルーニャ地方のブドウ畑がフィロキセラによって壊滅的な状態となったため、コドルニウ社のカバの成功に刺激された生産者が、黒ブドウ品種からスパークリングワイン用の白ブドウ品種への植え替えを進めた。これによって黒ブドウの買い付けに困難が生じ、カタルーニャ地方のスティルワイン生産者はカバの飛躍のあおりを受けた。
1932年には第3世代のミゲル・トーレス・カルボーが跡を継ぎ、ブドウ畑とワイナリーを拡張したものの、スペイン内戦中の1939年には誤爆によってワイナリーが全壊した。カルボーは1940年にワイナリーを再建し、それまではワインを樽単位で販売していたが、この再建を機にボトルワインの販売を開始した。1940年代前半にドイツ軍がフランスを支配下におくと、スペインからフランスにワインを供給することができなくなり、カルボーはアメリカ合衆国に赴いて自社のワインを宣伝した。第二次世界大戦後には戦乱で疲弊したヨーロッパ諸国に自社のワインを売り歩いた。
カルボーの子供たち（第4世代）は、1941年生のミゲル・アグスティン・トーレスがブルゴーニュ大学でワイン醸造学を、6歳年上の兄フアン・トーレスがマーケティングを学んだ。フランコ独裁政権下の1966年には、ミゲル・A. トーレスが国際品種の導入を図った。手始めにシャルドネ種（白）とカベルネ・ソーヴィニヨン種（黒）を、続いてメルロー種（黒）とピノ・ノワール種（黒）とリースリング種（白）とゲヴュルツトラミネール種（白）を導入した。また、発酵用のステンレスタンクを導入して生産設備の現代化を進めた。スペインワインが国際舞台に上がるきっかけを作ったのは、この際に植えられたカベルネ・ソーヴィニヨンの「マス・ラ・プラナ」である。1979年から1980年にかけてフランスのゴー・ミヨ誌主催で行われたワイン・オリンピックでは、ボルドーのシャトー・ラトゥールやシャトー・オー・ブリオンを抑えて、1970年のヴィンテージがカベルネ・ソーヴィニヨン部門で優勝した。
当時のワイン界ではセパージュワイン（ヴァラエタル、単一品種醸造）は盛んでなく、またテロワール（地勢・土壌・気候など、その土地固有の諸条件）に合った品種を栽培するという概念も乏しかったため、ミゲル・トーレス社のワイン生産方法は新鮮さを持って受け入れられた。また、クローンセレクション（遺伝子系統の選抜）にも取り組み、スペインの土着品種の復活にも取り組んだ。1991年にはミゲル・A. トーレスが社長に就任し、フアン・トーレスがマーケティング部門の統括者に就任した。
2013年に日西交流400周年記念事業の一環としてマドリード王宮で行われたフェリペ皇太子夫妻・皇太子徳仁親王出席の晩餐会では、「マス・ラ・プラナ」の2008年のヴィンテージが供出された。

## 経営
1870年に設立されたミゲル・トーレス社は、五世代に渡ってトーレス家が経営を行っている。ミゲル・トーレス・カルボー（第3世代）の息子ミゲル・アグスティン・トーレス（第4世代）は1941年に生まれ、フランス・ディジョンにあるブルゴーニュ大学でワイン醸造学を学んだ。1966年にはドイツ人芸術家のヴァルトラウト・マクサセックと結婚し、ドイツの市場にトーレス社のワインを売り込んだ。1991年にカルボーが死去し、ミゲル・A. トーレスが社長・最高業務責任者に就任した。
ミゲル・A. トーレスとヴァルトラウト・マクサセックの間には、ミゲル・トーレス・マクサセック、ミレイア・トーレス・マクサセック（いずれも第5世代）が生まれた。ミゲル・T. マクサセックはミゲル・トーレス社の最高経営責任者(CEO)となり、1969年生のミレイア・T. マクサセックはジャン・レオン社のゼネラルマネージャーを務めている。ミゲル・T. マクサセックは2002年に結婚し、3人の子供を儲けている。
1993年にはブルゴーニュのメゾン・ジョセフ・ドルーアンとともに、世界的な家族経営ワイナリーの団体である「プリームム・ファミリエ・ヴィニ」を立ち上げた。「プリームム・ファミリエ・ヴィニ」にはフランスからボルドーのシャトー・ムートン・ロートシルト、メゾン・ジョセフ・ドルーアンなどが参加しており、スペインからはミゲル・トーレス社と、「ウニコ」で有名なリベラ・デル・ドゥエロのベガ・シシリア社が参加している。

## ブドウ畑・ワイナリー

### スペイン
ミゲル・トーレス社のワイナリーはペネデス (DO)にあり、ペネデス (DO)にはブドウ畑も有している。トーレス家の地元であるペネデス (DO)以外では、カタルーニャ州内のコンカ・ダ・バルバラー (DO)、カスティーリャ・イ・レオン州のトロ (DO)、ムルシア州のフミーリャ (DO)、カスティーリャ・イ・レオン州のリベラ・デル・ドゥエロ、カタルーニャ州内のプリオラート (DOQ)にも自社のブドウ畑を所有しており、最近ではリオハ (DOC)のブドウ畑にも手を広げた。
ミゲル・トーレス社が拠点を置くペネデス (DO)は、カバの大規模生産者であるフレシネ社やコドルニウ社の拠点でもある。ペネデス (DO)産ブドウのみではワイン生産に必要な黒ブドウが不足してしまうため、カタルーニャ州内のタラゴナ (DO)、モンサン (DO)、テラ・アルタ (DO)などのブドウ栽培業者から大量のブドウを購入している。
スペインの原産地呼称制度であるデノミナシオン・デ・オリヘン(DO)では、あるDO認定地域で栽培したブドウを異なるペネデス (DO)でワインに醸造した場合、そのワインにはペネデス (DO)認定ラベルを貼ることはできず、ワインの品質にかかわらずテーブルワインとして出荷せざるを得ない。この矛盾を回避するために、カタルーニャ州内のDOすべてを包含するDO認定地域としてカタルーニャ (DO)が設定されている。この制度により、タラゴナ (DO)（例）で栽培したブドウをペネデス (DO)でワインに醸造した場合、カタルーニャ (DO)産ワインとして出荷することができる。
ミゲル・トーレス社が生産する畑限定ワインの中には、コンカ・ダ・バルバラー (DO)のラベルが認められたワインがある。コンカ・ダ・バルバラー (DO)で生産されたブドウをペネデス (DO)のワイナリーに輸送してワインを生産しているが、これはコンカ・ダ・バルバラー (DO)の特例によって認められている。

### チリ
1979年にはチリのセントラル・ヴァレーに100ヘクタールのブドウ畑を購入し、ワイナリー「ミゲル・トーレス・チレ」を設立した。ヨーロッパのワイナリーとして初めてチリに進出したのがミゲル・トーレス社であり、チリのワイン業界にステンレスタンクなどの現代的な醸造設備や技術を導入した。1548年にフランシスコ・カラバンテスによって行われたチリへのブドウの木の初植樹、1851年にシルベストレ・オチャガビアによって行われたフランス原産種の導入とともに、ミゲル・A. トーレスによる最新醸造技術の導入は「チリワインの歴史における重要な3日間」のひとつに数えられている。初めて生産したワインから高評価を受け、すぐにチリでも最高の値段を付けた。「マンソ・デ・ベラスコ」、「ネクタリア」、「コルディエラ・カリニャン」、「コルディエラ・シャルドネ」、「コルディエラ・ブリュット・ピノ・ノワール」などの銘柄を持つ。

### アメリカ合衆国
1986年にはマリマール・トーレスがアメリカ合衆国カリフォルニア州にワイナリー「マリマー・トーレス」を設立した。カリフォルニア州ソノマ郡に25ヘクタールのブドウ畑を購入し、シャルドネ種とパレリャーダ種を植えた。

## 主要銘柄

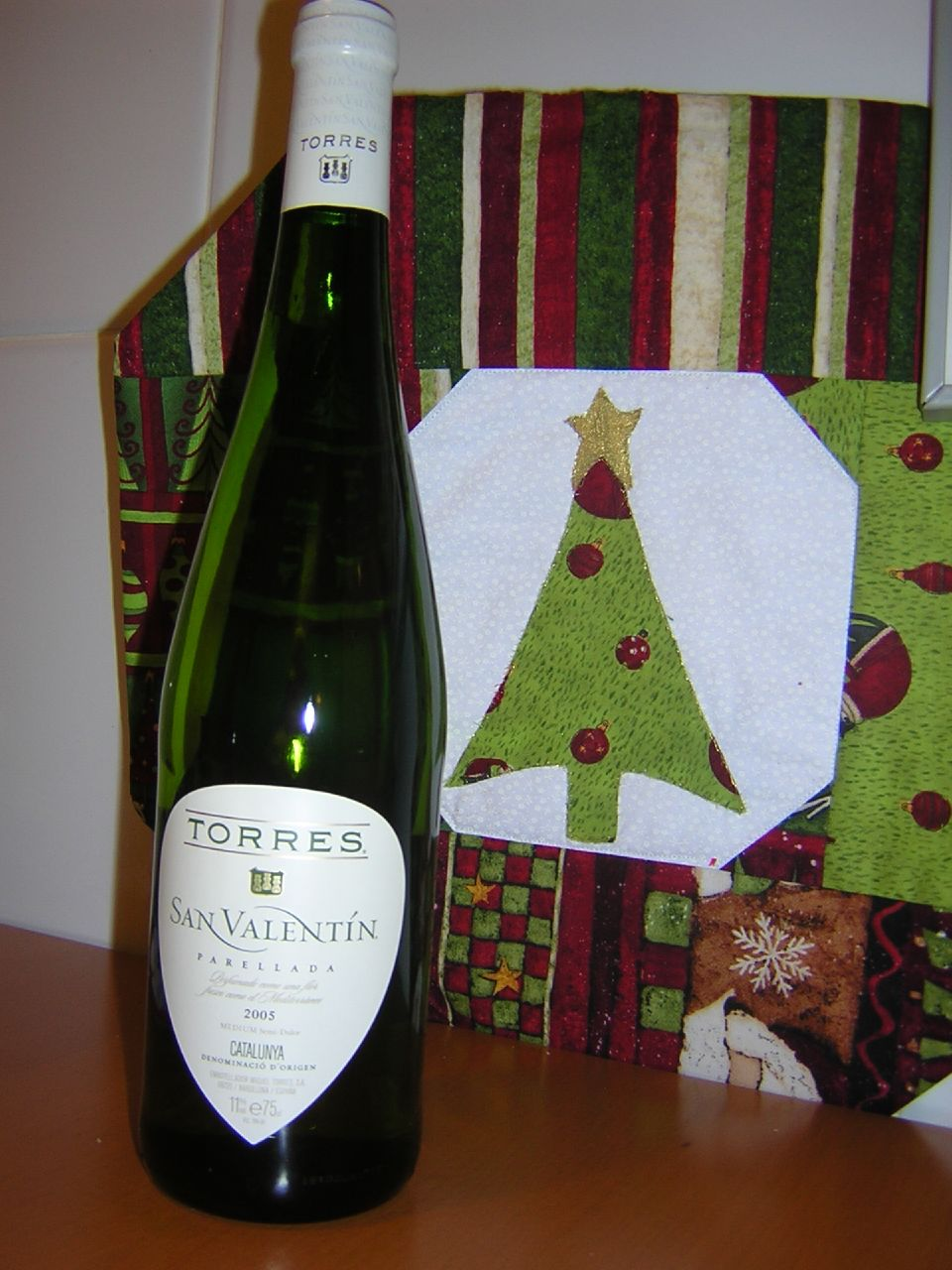
サン・バレンティン

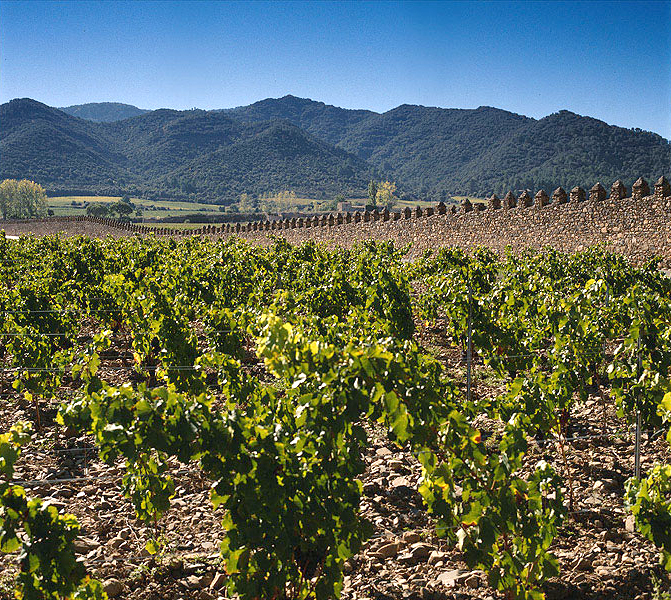
畑限定ワインを産するグラン・ムラリャス

大衆ワインはブドウ栽培業者からブドウを購入してワインを生産している。高級ワインは自社畑または契約畑で栽培したブドウからワインを生産している。畑限定ワインは自社畑の中でも地所を限定したブドウからワインを生産している。
「グラン・ムラージェス」は13世紀にシトー会の修道士が開墾した畑を起源とする、ペネデスでもっとも冷涼な高原にある畑で栽培された土着種を用いた畑限定ワインである。14世紀の城跡の周囲に畑が広がっており、スレートや砂利などからなる土壌がミネラル香を与えている。
ミゲル・トーレス社は畑ごとに異なる品種を植えており、「マス・ラ・プラナ」（畑の名称も同じ、以下同様）はカベルネ・ソーヴィニヨン種から、「マス・ブラス」はピノ・ノワール種から、「ミルマンダ」はシャルドネ種から生産されている。
- 大衆ワイン
  - サングレ・デ・トロ（赤、白） : カタルーニャ (DO)
  - コロナス（赤） : カタルーニャ (DO)
  - マス・ラベイ（赤） : カタルーニャ (DO)
  - サン・バレンティン（白） : カタルーニャ (DO)
  - ビニャ・ソル（白） : カタルーニャ (DO)
  - デ・カスタ（ロゼ） : カタルーニャ (DO)

- 高級ワイン
  - グラン・サングレ・デ・トロ（赤、白） : カタルーニャ (DO)
  - ネロラ・ティント（赤） : カタルーニャ (DO)
  - アトリウム（赤） : ペネデス (DO)
  - グラン・コロナス（赤） : ペネデス (DO)
  - ネロラ・ブランコ（白） : カタルーニャ (DO)
  - ビニャ・エスメラルダ（白） : カタルーニャ (DO)
  - グラン・ビニャ・ソル（白） : ペネデス (DO)
  - ワルトラウド（白） : ペネデス (DO)

- 畑限定ワイン
  - マス・ブラス（赤） : ペネデス (DO)
  - マス・ラ・プラナ（赤） : ペネデス (DO)
  - レセルバ・レアル（赤） : ペネデス (DO)
  - グラン・ムラリャス（赤） : コンカ・ダ・バルバラー (DO)
  - フランソラ（白） : ペネデス (DO)
  - ミルマンダ（白） : コンカ・ダ・バルバラー (DO)

- 出典 : 『スペインワイン産業の地域資源論』[2]

## 受賞
- ワイン・スペクテーター（英語版）誌 殿堂入り[8][1]
- 2012年 : ドリンクス・インターナショナル誌 ヨーロッパでもっとも称賛されるワインブランド（2年連続）[8]
- 2011年 : ドリンクス・インターナショナル誌 ヨーロッパでもっとも称賛されるワインブランド[8]
- 2006年 : ワイン・エンスージアスト（英語版）誌 ヨーロッパ年間最優秀ワイナリー
- 2005年 : ワイン・インターナショナル誌 年間最優秀ワイン革新人物（ミゲル・アグスティン・トーレス）
- 2004年 : アストゥリアス皇太子賞ビジネス部門
- 2002年 : デカンター（英語版）誌 年間最優秀人物（ミゲル・アグスティン・トーレス）[1]
- 2000年 : ギア・デ・ビノス・グルメ誌 年間最優秀ワイナリー
- 2000年 : ワイン・スペクテーター（英語版）誌 年間最重要ワイナリー

## 文献

### その他の文献
- The Wines of Spain (Vinos de España), Julian Jeffs, Spanish edition by Editorial Tusquets. ISBN 84-8310-695-7
- Paisajes y Bodegas de España (Landscapes and Wineries of Spain) PI& ERRE ediciones. Madrid. 2004. ISBN 84-95203-20-0
- Leading Brands of Spain. ISBN 84-607-7104-0
- L' Esperit del vi. El gran llibre dels vins de Catalunya (The Spirit of Wine, the Big Book of Catalan Wines). Àngels Casas and Francesc Navarro. Grup editorial 62. ISBN 84-9787-063-8
- Los Grandes Vinos y Bodegas (Great Wines and Wineries). Planeta Agostini, S.A. 2003. ISBN 84-674-0063-3
- Larousse Encyclopaedia of Wines. Editorial Larousse, 2001. ISBN 84-8016-327-5
- ABC. El gran libro de los vinos de España (Big Book of Spanish Wines). 2000.
- Wine Atlas. Oz Clarke. Editorial Leopold Blume. 1996. ISBN 978-84-8076-227-4
- Diccionario salvat del vino (Salvat Dictionary of Wine). Mauricio Wiesenthal.Salvat editores. 2001. ISBN 84-345-0932-6